# بيدرو فيريرا
بيدرو فيريرا هو لاعب كرة قدم برتغالي، ولد في 20 مارس 2000.